# Dulovo
Dulovo (bis 1927 slowakisch „Dulovec“; ungarisch Dúlháza – bis 1902 Dulháza) ist eine kleine Gemeinde in der südlichen Mittelslowakei östlich von Rimavská Sobota am Fluss Blh.
Sie liegt in den Bergen des Slowakischen Erzgebirges und wurde 1455 zum ersten Mal schriftlich als Dwihaza erwähnt, der Name leitet sich vom Namen des damaligen Besitzers des Ortes, Dulo Garanyi, ab.
Bis 1918 gehörte die Gemeinde im Komitat Gemer und Kleinhont zum Königreich Ungarn und kam dann zur neu entstandenen Tschechoslowakei. Durch den Ersten Wiener Schiedsspruch kam sie von 1938 bis 1945 kurzzeitig wieder zu Ungarn. Nach der Rückkehr zur Tschechoslowakei war der Ort von 1964 bis 1990 in die Gemeinde Bátka eingemeindet. Seit 1993 ist er ein Teil der Slowakei.
Der früher fast komplett ungarisch bewohnte Ort hatte 2001 noch etwa 30 % ungarischsprachige Einwohner, 5 % Slowaken sowie 65 % Zigeuner.

## Bevölkerung
| Jahr:                | 1994. | 2004.    | 2014.   | 2024.    |
| -------------------- | ----- | -------- | ------- | -------- |
| Anzahl der Personen: | 166   | 204      | 216     | 272      |
| Unterschied:         |       | +22,89 % | +5,88 % | +25,92 % |

| Jahr:                | 2023. | 2024.   |
| -------------------- | ----- | ------- |
| Anzahl der Personen: | 271   | 272     |
| Unterschied:         |       | +0,36 % |